# Ñolkin
El llollkin, ñolkin, ñorquin o lolkiñ es un instrumento de viento de origen mapuche. Pertenece al género de las trompetas, aunque, a diferencia de la mayoría de ellas, el sonido se obtiene aspirando el aire y no soplando. Es fabricado a partir de una planta homónima que es naturalmente ahuecada.

## Historia
Al ser un instrumento de fabricación vegetal, no existen mayores evidencias históricas o arqueológicas que den cuenta de su origen. Sin embargo, por su forma particular de tañido, es posible atribuir su construcción de manera exclusiva a pueblos precolombinos, sean estos antepasados del pueblo mapuche (como el complejo Pitrén) o no, dado que no existe otro instrumento de semejante forma de ejecución en ninguna otra parte del mundo, salvo otra trompeta aspirada de México con escasas referencias. 
En las crónicas de guerra de los españoles, durante el periodo de la Conquista, el ñolkin es mencionado genéricamente -junto a otros instrumentos aérofonos mapuche- como trompetata.

## Descripción
El ñolkin está compuesto de un cuerpo vegetal de entre 1 y 2 metros de largo, que corresponde al tallo natural de la planta. En un extremo cuenta con una bocina amplificadora que puede ser un cuerno de vacuno, o bien fabricado a partir de hojas de ñocha. La boquilla es muy angosta y presenta un corte en doble bisel.
Hoy en día, debido a la disminución del hábitat natural de la planta homónima, el ñolkin es fabricado en metal o plástico.

## Uso
El ñolkin forma parte del conjunto instrumental (junto a la trutruka y el kultrún, entre otros) utilizado en ceremonias, rituales como el guillatún, en la ejecución de la música de danzas como el tregül purrun o el choike purrun. Se caracteriza por abarcar tonos más agudos que la trutruka, y al igual que ésta, presenta posibilidades musicales, lo que permite que este instrumento pueda ser usado eventualmente en la composición de melodías, a diferencia de otros instrumentos monótonos como la pifilka. También es ejecutado de manera solista en la ceremonia de iniciación del machi, o en la plantación del Rewe.